# Dallas Zoo
Dallas Zoo – ogród zoologiczny założony w 1888 w Dallas w Teksasie. W Dallas Zoo prezentowanych jest około 2000 zwierząt z około 400 gatunków. Ogród należy do Stowarzyszenia Ogrodów Zoologicznych i Akwariów (AZA).

## Historia
Początkowo kolekcja zwierząt prezentowała zaledwie dwa jelenie i dwa lwy górskie. W 2. połowie XX wieku w ogrodzie z powodzeniem rozmnażały się trudne w hodowli widłorogi i azjatyckie suhaki. 
Obecnie Dallas Zoo współpracuje z organizacjami ochrony przyrody, aby wspierać wysiłki na rzecz ratowania zwierząt zagrożonych wyginięciem takich jak m.in. słoń afrykański, sęp afrykański, gepard, goryl, okapi i oryks szablorogi.

## Galeria

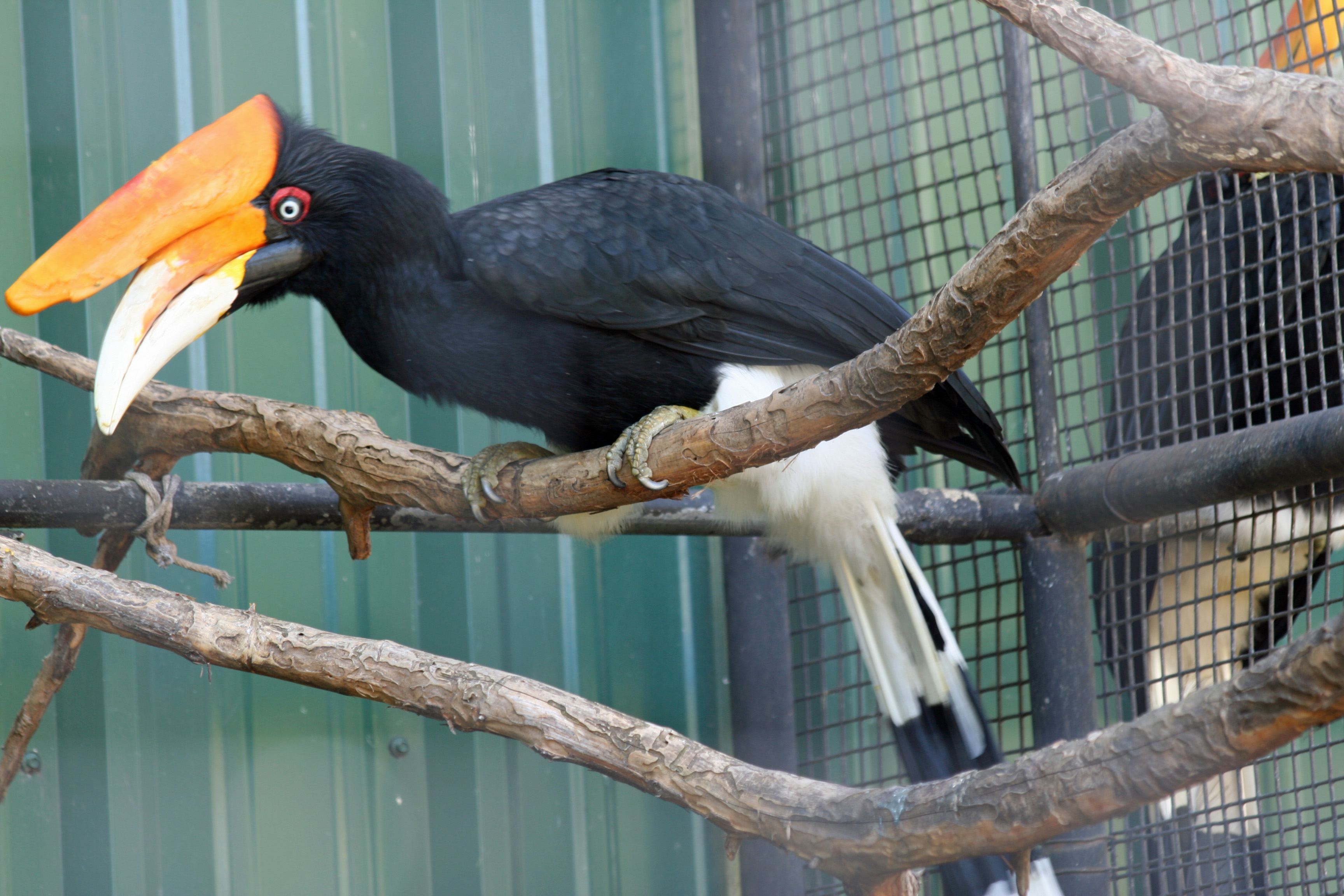
Dzioborożec żałobny
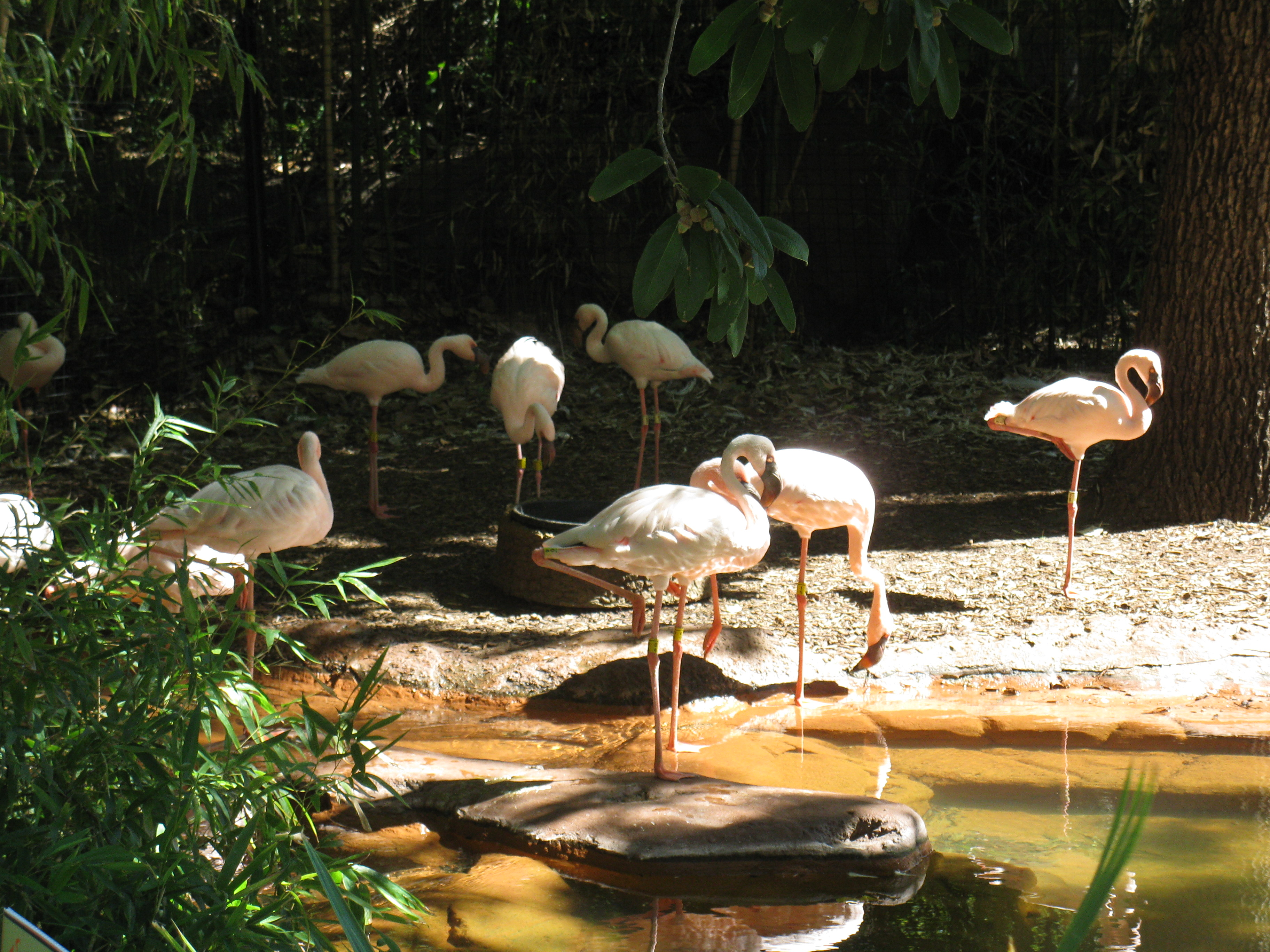
Wybieg flamingów
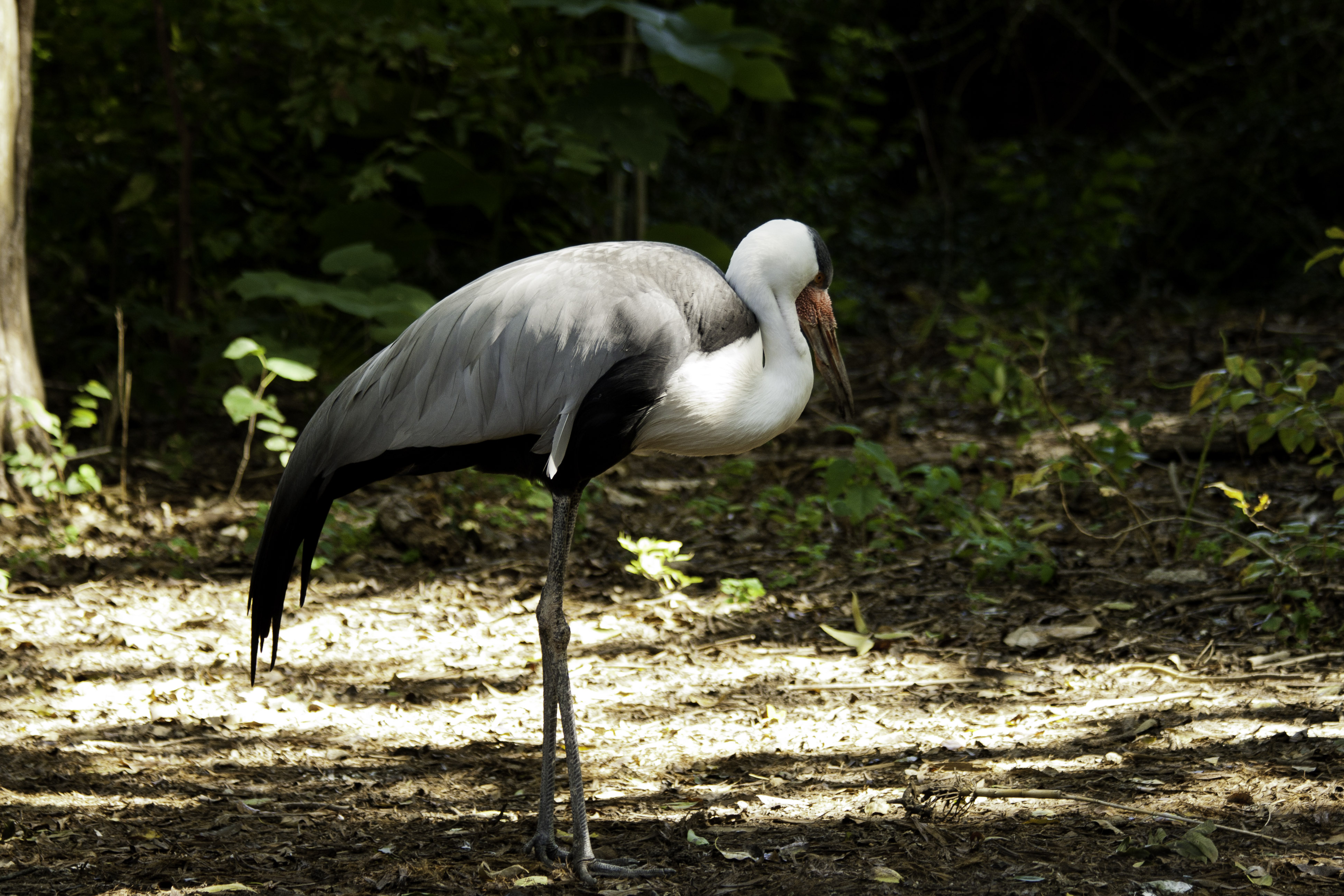
Żuraw koralowy
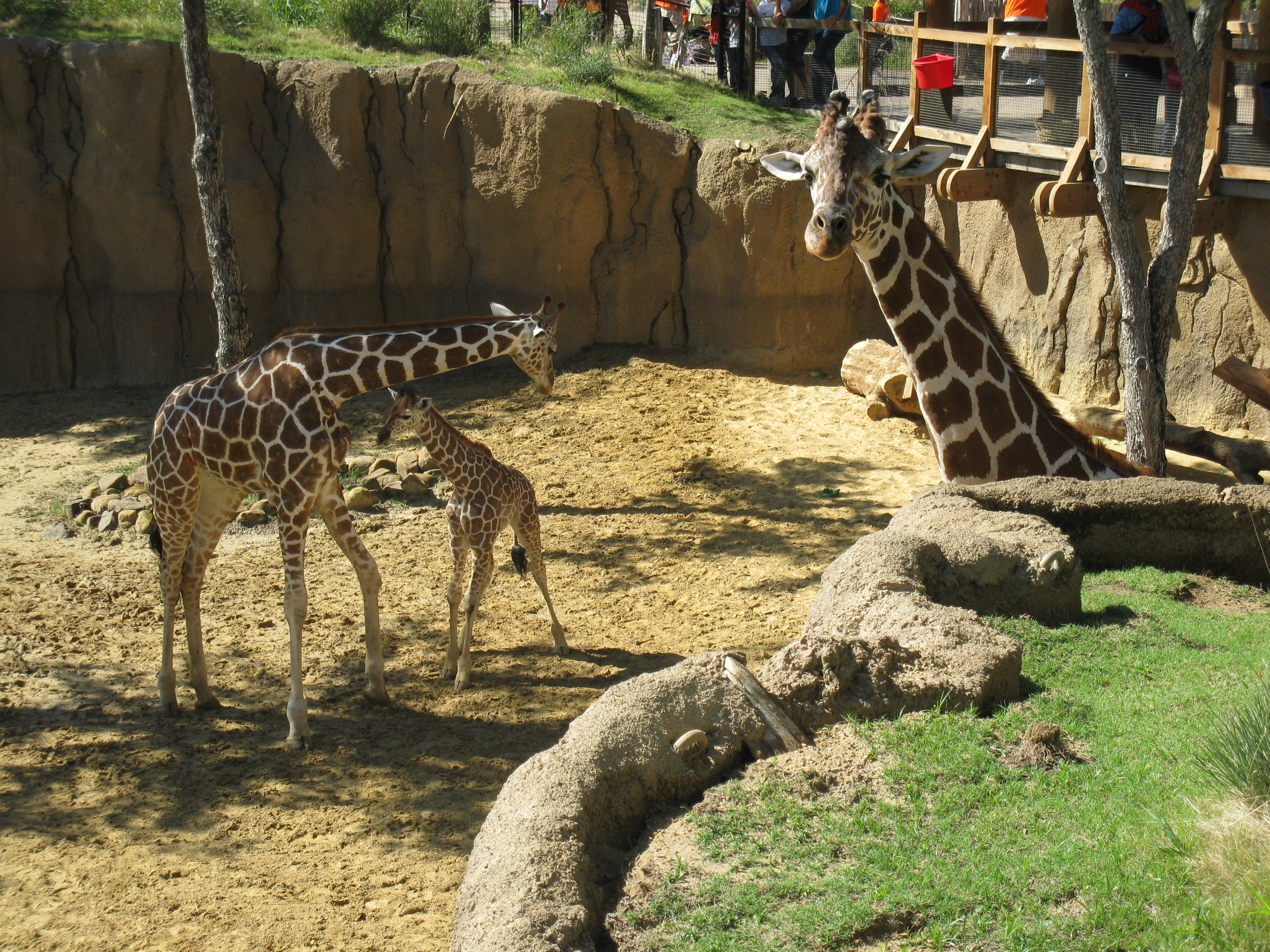
Wybieg żyraf
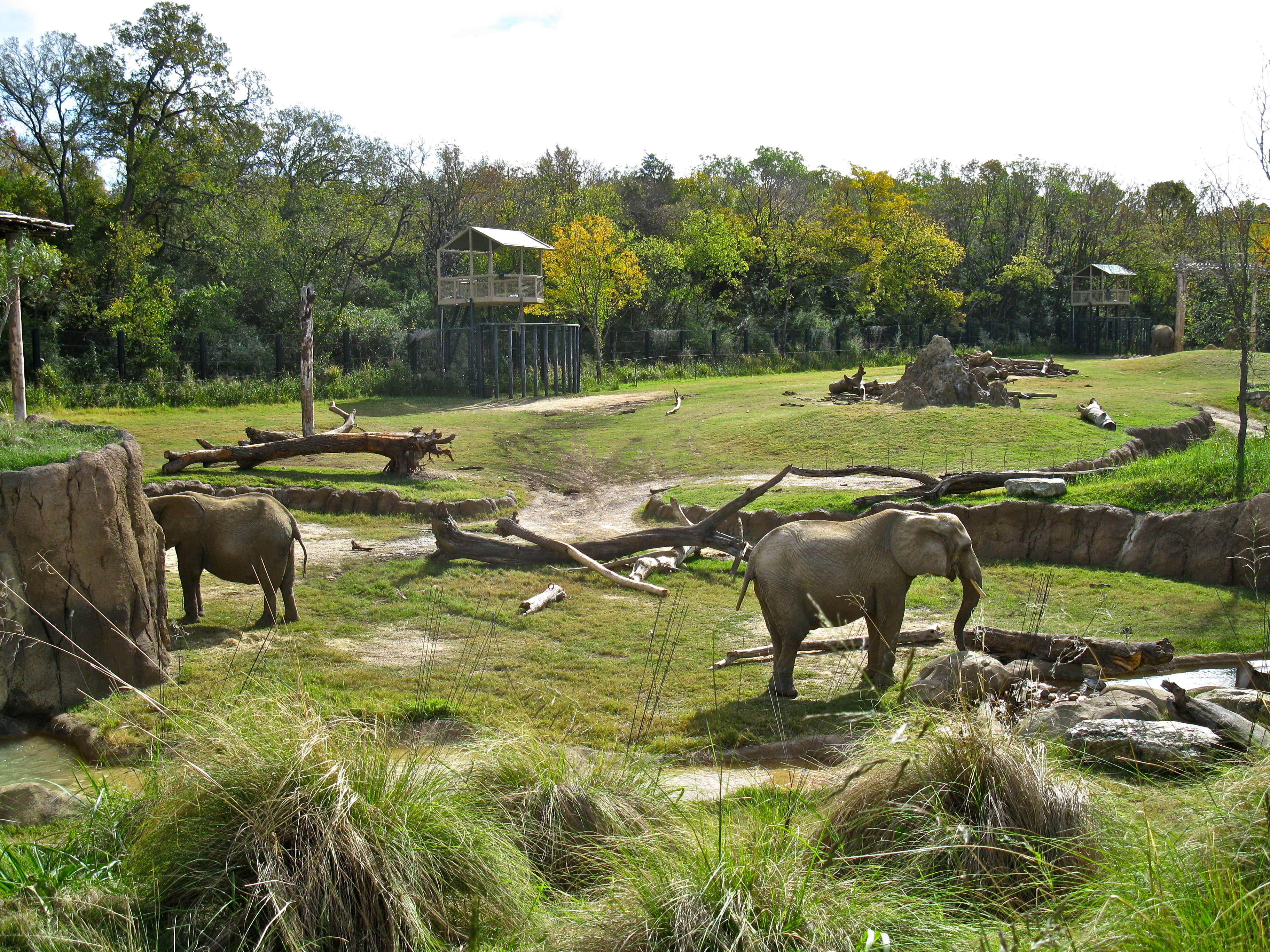
Słonie afrykańskie